# Jacques Offenbach
Jacques Offenbach, nato Jakob Levy Eberscht (Colonia, 20 giugno 1819 – Parigi, 5 ottobre 1880), è stato un compositore e violoncellista tedesco naturalizzato francese.
È considerato il padre dell'operetta. Fu anche uno dei più autorevoli compositori di musica popolare nell'Europa del diciannovesimo secolo.

## Biografia

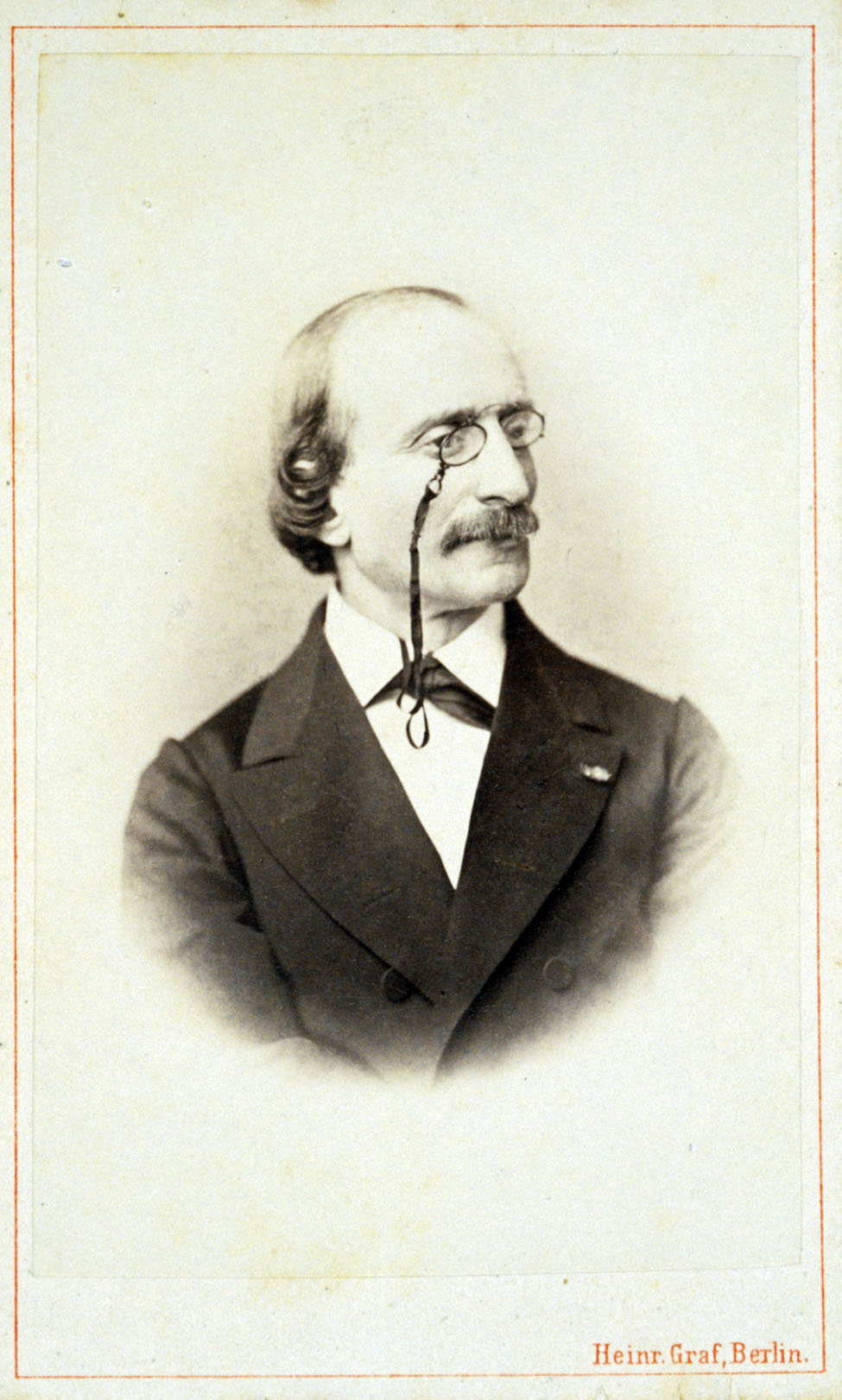
Offenbach in una foto del 1861

Il padre di Offenbach nacque come Isaac Eberst intorno al 1780 nella città di Offenbach am Main, sul fiume Meno in Germania. Ebreo e cantore di sinagoga, cambiò il suo nome in Offenbach quando si stabilì a Deutz nel 1802. Uomo dai molti talenti, lavorò come rilegatore, traduttore, editore, insegnante di musica e compositore. Nel 1816 si spostò a Colonia, dove nacque Jacob nel 1819.
Nel 1833 il padre di Jacob lo portò a Parigi e lo fece ammettere come studente di violoncello al Conservatoire national supérieur de musique et de danse de Paris. 
Difficoltà finanziarie costrinsero Jacob a lasciare gli studi alla fine del 1834. Dopo alcuni lavori saltuari, nel 1837 trovò posto come violoncellista nell'orchestra dell'Opéra-Comique. 
Divenne presto noto come virtuoso dello strumento, comparendo al fianco di famosi pianisti come Anton Rubinstein, Liszt, Mendelssohn, e più spesso con Flotow. 
Nel 1844 sposò Herminie d'Alcain; nel 1848 si spostò in Germania per sfuggire alla violenza rivoluzionaria in Francia, dove rientrerà poco dopo.
Nel 1850 divenne direttore d'orchestra al Théâtre Français, nel quale trovò ostilità per quel che concerne la sua produzione musicale. Quindi affittò, nella stagione dell'Expo, un piccolo teatro negli Champs-Élysées, a cui dette il nome di Bouffes Parisiens, e l'inverno seguente prese un teatro più grande in rue Monsigny/Passage Choiseul, dove ebbe inizio una carriera di grande successo per la rappresentazione di sue operette. All'inizio, il musicista si limitò a comporre opere in un atto con pochi cantanti, solo a partire dal 1858 pose fine a questa limitazione, componendo la sua prima opera di grandi dimensioni, Orfeo all'inferno.
Dal 1855 al 1861 diresse il Théâtre des Bouffes-Parisiens e dal 1873 al 1875 il Théâtre de la Gaîté di Parigi. 
Nel 1856 inventò il nome operetta per la sua La Rose de Saint-Flour. Offenbach scrisse almeno 100 "operette", alcune delle quali furono molto popolari allora, e continuano a esserlo ancora oggi. Le migliori di queste combinano la satira politica e culturale con l'arguzia della "grande opera". Fra i lavori per i quali è ricordato (un catalogo di oltre novanta operette) vi sono Orfeo all'inferno, La bella Elena, La Vie Parisienne, La Grande-duchesse de Gerolstein, Barba Blu e La Périchole.
Offenbach fu molto legato al suo paese d'adozione, e molti suoi lavori sono di sapore patriottico. Ma ciò non l'aiutò quando scoppiò la Guerra franco-prussiana nel 1870, poiché fu qualificato dalla stampa tedesca come un traditore, e da quella francese come una spia di Bismarck; ciò lo indusse a trasferirsi con la famiglia in Spagna. 
Quando tornò a Parigi dopo la guerra, le sue irriverenti operette furono accolte con successo dal pubblico, e segnarono, in concomitanza di fatti politici e militari, la fine del Secondo Impero francese di Napoleone III da cui aveva ricevuto la Legion d'onore. 
Andato in fallimento nel 1875, l'anno successivo recuperò una buona parte delle perdite in un tour negli USA, dove diede 40 concerti a New York e Filadelfia, in occasione dell'Esposizione centennale delle arti, della manifattura e dei prodotti del suolo e delle miniere di Filadelfia (1876).
Offenbach ottenne ulteriore popolarità con Madame Favart (1878), costruzione fantastica sulla vita dell'attrice francese Marie-Justine Favart, e La fille du tambour-major, un'opera di grande fantasia musicale.
Alcuni esperti giudicano il suo ultimo lavoro, I racconti di Hoffmann (Les contes d'Hoffmann) (tratto da 3 brevi storie di E.T.A. Hoffmann), il suo capolavoro, non finito a causa della sua morte nel 1880 e completato dal suo amico Ernest Guiraud e dato al pubblico nel 1881.

## Composizioni

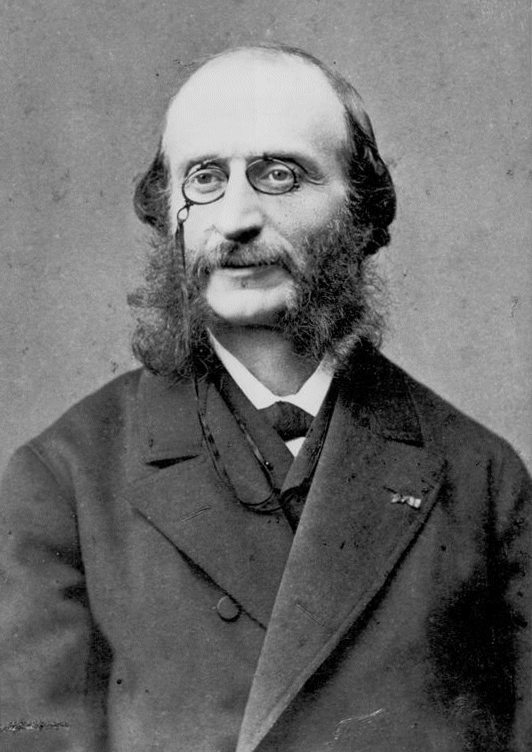
Jacques Offenbach

### Opere
- Die Rheinnixen (1864, Vienna)
- Les Contes d'Hoffmann (1881, Parigi) (rev. da Guiraud)

### Balletti
- Le Papillon, libretto di Jules-Henri Vernoy de Saint-Georges e Marie Taglioni (1860 all'Opéra di Parigi con Emma Livry e Louis Mérante)

### Operette e altri lavori
- L'Alcôve (1847, Parigi)
- Le Trésor à Mathurin (1853, Parigi)
- Pépito (1853, Parigi)
- Luc et Lucette (1854, Parigi)
- Oyayaie, ou La reine des îles (1855, Parigi)
- Entrez, messieurs, mesdames (1855, Parigi)
- Les Deux aveugles (1855, Parigi)
- Une Nuit blanche (1855, Parigi)
- La Rêve d'une nuit d'été (1855, Parigi)
- Le Violoneux (1855, Parigi)
- Madame Papillon, libretto di Ludovic Halévy (1855, al Théâtre des Bouffes-Parisiens di Parigi)
- Paimpol et Périnette (1855, Parigi)
- Ba-ta-clan (1855, Parigi)
- Elodie, ou Le Forfait nocturne (1856, Parigi)
- Le Postillon en gage (1856, Parigi)
- Trombalcazar, ou Les criminels dramatiques (1856, Parigi)
- La Rose de Saint-Flour (1856, Parigi)
- Les Dragées du baptême (1856, Parigi)
- Le 66 (Il 66 o la lotteria di Vienna) (1856, Parigi)Jacques Offenbach negli ultimi anni del 1850

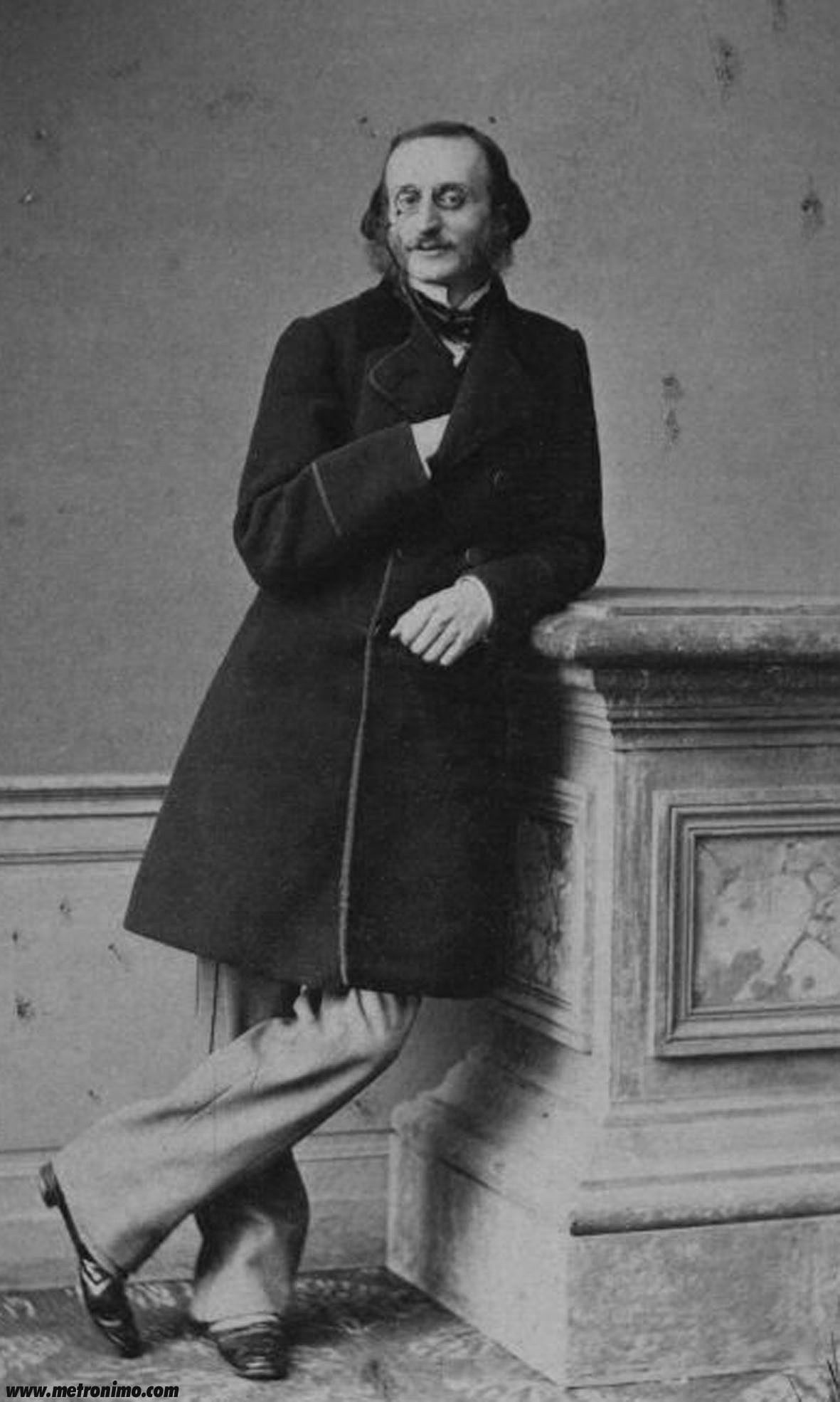
Jacques Offenbach negli ultimi anni del 1850

- Le Savetier et le financier (1856, Parigi)
- La Bonne d'enfants (1856, Parigi)
- Les Trois baisers du diable (1857, Parigi)
- Croquefer, ou Le dernier des paladins (1857, Parigi)
- Dragonette (1857, Parigi)
- Vent du soir, ou L'horrible festin (1857, Parigi)
- Une Demoiselle en lôterie (1857, Parigi)
- Le Mariage aux lanternes (1857, Parigi) (rev. Le trésor à Mathurin)
- Les Deux pêcheurs (1857, Parigi)
- Mesdames de la Halle (1858, Parigi)
- La Chatte metamorphosée en femme (1858, Parigi)
- Orfeo all'inferno (Orphée aux enfers) 1858, Parigi), dall'Orfeo all'inferno è estratto il più celebre dei Can-can da lui composti, il Galop infernal
- Un Mari à la porte (1859, Parigi)
- Les Vivandières de la grande armée (1859, Parigi)
- Geneviève de Brabant (1859, Parigi)
- Le Carnaval des revues (1860, Parigi)
- Daphnis et Chloé (1860, Parigi)
- Barkouf (1860, Parigi)
- Le Chanson de Fortunio (1861, Parigi)
- Le Pont des soupirs (1861, Parigi)
- M. Choufleuri restera chez lui le... (1861, Parigi)
- Apothicaire et perruquier (1861, Parigi)
- Le Roman comique (1861, Parigi)
- Monsieur et Madame Denis (1862, Parigi)
- Le Voyage de MM. Dunanan père et fils (1862, Parigi)
- Les bavards (1862, Bad Ems) (Bavard et bavarde)
- Jacqueline (1862, Parigi)
- Il Signor Fagotto (1863, Bad Ems)
- Lischen et Fritzchen (1863, Bad Ems)Caricatura di Offenbach
- L'Amour chanteur (1864, Parigi)
- Les Géorgiennes (1864, Parigi)

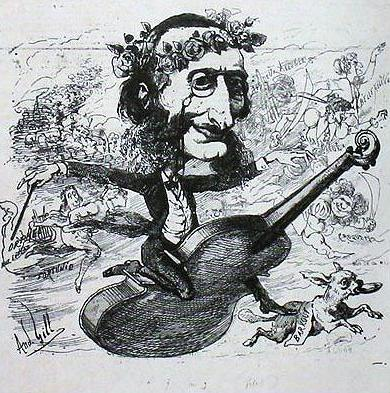
Caricatura di Offenbach

- Jeanne qui pleure et Jean qui rit (1864, Bad Ems)
- Le Fifre enchanté, ou Le Soldat magicien (1864, Bad Ems)
- La Belle Hélène (La bella Elena) (1864, Parigi)
- Ave Maria (1865, Parigi) [1]
- Coscoletto, ou Le lazzarone (1865, Bad Ems)
- Les Refrains des bouffes (1865, Parigi)
- Les Bergers (1865, Parigi)
- Barbe-bleue o Barbablù (1866, Parigi)
- La Vie parisienne (1866, Parigi)
- La Grande-Duchesse de Gérolstein (La granduchessa di Gérolstein) (1867, Parigi)
- La Permission de dix heures (Urlaub nach dem Zapfenstreich), libretto di Mélesville, Pierre Carmouche e Charles Nuitter, (1867, Bad Ems)
- La Leçon de chant (1867, Bad Ems)
- Robinson Crusoé (1867, Parigi)
- Le Château à Toto (1868, Parigi)
- L'Île de Tulipatan (1868, Parigi)
- La Périchole (La cantante e il dittatore) (1868, Parigi)
- Vert-vert (1869, Parigi)
- La Diva (1869, Parigi)
- La Princesse de Trébizonde (1869, Baden-Baden)La tomba di Offenbach al Cimitero di Montmartre, Parigi
- Les Brigands (1869, Parigi)

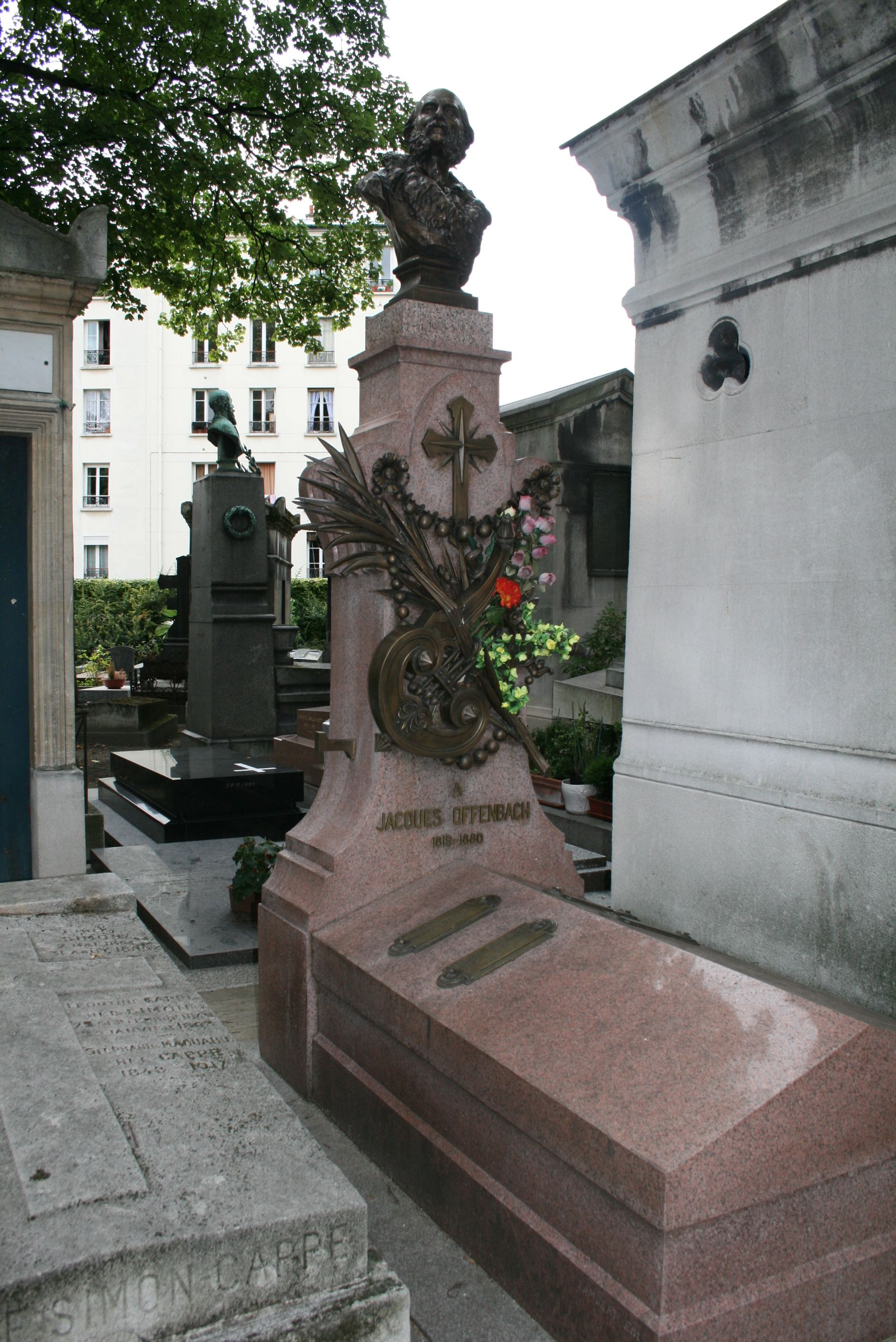
La tomba di Offenbach al Cimitero di Montmartre, Parigi

- La Romance de la rose (1869, Parigi)
- Mam'zelle Moucheron (1870)
- Boule de neige (1871, Parigi) (rev. Barkouf)
- Le Roi Carotte (1872, Parigi)
- Fantasio, operetta in 3 atti, libretto di Paul Edme de Musset (1872, Parigi all'Opéra-Comique con Célestine Galli-Marié)
- Fleurette, oder Näherin und Trompeter (1872, Vienna)
- Der schwarze Korsar, opera buffa in 3 atti, libretto del compositore e Richard Genée (1872, Theater an der Wien)
- Les Braconniers (1873, Parigi)
- Pomme d'api (1873, Parigi)
- La Jolie parfumeuse (1873, Parigi)
- Bagatelle (1874, Parigi)
- Madame l'archiduc (1874, Parigi)
- Whittington (1874, Londra)
- Les Hannetons (1875, Parigi)
- La Boulangère a des écus (1875, Parigi)
- La Créole (1875, Parigi)
- Le Voyage dans la lune (Dalla terra alla luna) (1875, Parigi)
- Tarte à la crème (1875, Parigi)
- Pierrette et Jacquot (1876, Parigi)
- La Boîte au lait (1876, Parigi)
- Le Docteur Ox (1877, Parigi)
- La Foire Saint-Laurent (1877, Parigi)
- Maître Péronilla (1878, Parigi)
- Madame Favart (1878, Parigi)
- La Marocaine (1879, Parigi)
- La Fille du tambour-major (La figlia del tamburo maggiore) (1879, Parigi)
- Belle Lurette (1880, Parigi) (completata da Delibes)